# 그린란드 식민지
그린란드 식민지(덴마크어: Kolonien Grønland)는 1950년부터 1953년까지 현재의 그린란드에 존재했던 덴마크의 식민지이다.

## 역사
1950년 덴마크의 통치를 받고 있던 남그린란드와 북그린란드가 통합되어 설립되었다. 이 시기에 그린란드는 한 명의 총독이 관할하는 단일 식민지가 되었다. 그린란드 식민지는 1953년 그린란드가 덴마크를 구성하던 주 가운데 하나인 그린란드 주로 개편되면서 폐지되었다.